# Национална држава
Национална држава је врста државе која сједињује политичку срж државе с културном сржи нације, с циљем да из њих изведе свој политички легитимитет да влада и потенцијално свој статус суверене државе. Држава је посебан политички и геополитички ентитет, док је нација и културна и етничка. Термин „национална држава” подразумијева да се то двоје поклапају у држави која је одлучила да прихвати и подржи одређену културну групу која је повезана са њом.
Концепт националне државе може се упоредити с концептима мултинационалне (вишенационалне) државе, градом-државом, царством, конфедерацијом и другим државним облицима са којима се може преклапати, и супротстављати се њима. Кључна разлика је у идентификацији људи с политиком у „националној држави”.
Национална држава је политичка јединица у којој су држава и нација подударни. То је прецизнији појам од „земље“, пошто држава не мора да има доминантну етничку групу.
Нација, у смислу заједничке етничке припадности, може укључивати дијаспору или избеглице које живе ван националне државе; неки народи у овом смислу немају државу у којој та етничка припадност преовлађује. У општијем смислу, национална држава је једноставно велика, политички суверена земља или административна територија. Национална држава може бити у супротности са:
- Мултинационална држава, у којој ниједна етничка група не доминира (таква држава се може сматрати и мултикултуралном државом у зависности од степена културне асимилације различитих група).
- Град-држава, који је истовремено мањи од „нације“ у смислу „велике суверене земље“ и којим може, али и не мора да доминира цела или део једне „нације“ у смислу заједничке етничке припадности.[10][11][12]
- Царство, које се састоји од многих земаља (могуће несуверених држава) и нација под једним монархом или владом владајуће државе.
- Конфедерација, лига суверених држава, која може или не мора укључивати националне државе.
- Федеративна држава, која може или не мора бити национална држава, и која је само делимично самоуправна у оквиру веће федерације (на примјер, државне границе Босне и Херцеговине су повучене дуж етничких линија, али границе Сједињених Држава нису).

## Историја и порекло
У Француској, тврди Ерик Хобсбом, француска држава је претходила формирању француског народа. Хобсбаум сматра да је држава створила француску нацију, а не француски национализам, који је настао крајем 19. века, у време Драјфусове афере. У време Француске револуције 1789. године, само половина Француза је говорила француски, а 12–13% говорило је верзију која се налазила у литератури и образовним установама, према Хобсбауму.
Током уједињења Италије број људи који су говорили италијански језик био је још мањи. Француска држава је промовисала замену различитих регионалних дијалеката и језика централизованим француским језиком, као и Италија. Увођење регрутације и закона Треће републике о јавној настави из 1880-их олакшали су стварање националног идентитета према овој теорији.
Историчари Ханс Кон, Лија Гринфелд, Филип Вајт и други класификовали су нације као што су Немачка или Италија, где је културно уједињење претходило државном уједињењу, као етничке нације или етничке националности. Међутим, „државне” националне јединице, као што су у Француској, Енглеској или Кини, вероватније да ће цветати у мултиетничким друштвима, производећи традиционалну националну баштину грађанских народа или националности са седиштем у територији. Неки аутори деконструишу разлику између етничког национализма и грађанског национализма због двосмислености појмова. Они тврде да је парадигматски случај Ернеста Ренана идеализација и да га треба тумачити у оквиру немачке традиције, а не у супротности са њом. На пример, они тврде да су аргументи које је Ренан користио на конференцији Шта је нација? нису у складу са његовим размишљањем. Ова наводна грађанска концепција нације била би одређена само случајем губитка Алзаса и Лорене у Француско-пруском рату.
Идеја националне државе била је и повезана је са успоном модерног система држава, који се често назива „вестфалским системом“ у односу на Вестфалски уговор (1648). Однос снага, који је карактерисао тај систем, зависио је од његове ефикасности на јасно дефинисаним, централно контролисаним, независним ентитетима, било царствима или националним државама, који признају једни другима суверенитет и територију. Вестфалски систем није створио националну државу, али национална држава испуњава критеријуме за саставне државе (под претпоставком да не постоји спорна територија). Пре Вестфалског система, најближи геополитички систем био је „Чањуански систем“ успостављен у источној Азији 1005. године Чањуанским уговором, који је, као и Вестфалски мировни уговори, означавао националне границе између независних режима кинеске династије Сонг и номадске династије Љао. Овај систем је копиран и развијан у источној Азији у наредним вековима све до успостављања паневроазијског Монголског царства у 13. веку.
Национална држава је добила филозофску основу у ери романтизма, испрва као „природни“ израз појединачних народа (романтичарски национализам: видети концепцију народа Јохана Готлиба Фихтеа, којој се касније супротставио Ернест Ренан). Све већи нагласак током 19. века на етничком и расном пореклу нације, довео је до редефинисања националне државе у овим терминима. Расизам, који је у Буленвиловим теоријама био инхерентно антипатриотски и антинационалистички, спојио се са колонијалистичким империјализмом и „континенталним империјализмом“, пре свега у пангерманским и пансловенским покретима.
Према Андреасу Вимеру и Јувалу Фајнштајну, националне државе су имале тенденцију да настану када су промене моћи омогућиле националистима да збаце постојеће режиме или апсорбују постојеће административне јединице. Сјуе Ли и Алекандер Хикс повезују учесталост стварања националних држава са процесима дифузије који потичу од међународних организација.